# 粤语
粵語，在廣東及廣西通稱白話，在港澳及東南亞常稱廣東話，海外廣東人多稱之為唐話，是漢藏語系内漢語族下的一種聲調語言。在日常口語中，「粵語」或「廣東話」常常狹義地指代廣州話，但語言學所指的「粵語」之下可以劃分出多種方言（見粵語方言），廣州話爲其中的代表方言:23。全球以粵語為母語者有8490萬人，主要分佈於廣東、廣西、海南、香港和澳門等地，在廣東省一億人口中，使用人數超過6700萬，是廣東最主要的本土语言。在中國境內，以粵語為母語的群體是繼官話和吳語之後的第三名。随着近代两广地区人口向海外迁徙，粤语在東南亞的新加坡、馬來西亞、越南、印尼等以及北美洲、歐洲和澳洲、新西蘭、聖誕島等地的華人社區都有廣泛分佈，在加拿大及澳大利亚等地之華人社區中为使用人數最多的漢語。
粵語與其他漢語方言相似，也保留着許多中古漢語的語音與詞彙特徵。粵語亦有約兩成或一百至兩百個侗泰語詞汇。有觀點認爲，粵語詞彙上保留諸多半文半白的古漢語詞或語素，用語有文白夾雜特徵:103。

## 名稱
粵語名稱源於秦人趙陀於古代岭南地域所獨立而建的第一個國家——南越國〈先秦時期呂不韋著作的《呂氏春秋》之中《恃君》部份統稱作百越、西漢時期司馬遷著作的《史記》卷一百一十三寫作南越國、東漢時期班固著作的《漢書》巻九十五寫作南粵國；簡稱南越或南粵；古代的「粵」和「越」互為通假字〉 ，以广信作为岭南政治、经济和文化的中心，是岭南文化的最早发揚地。「粵」從古以來為嶺南地區的統稱，明清以後，「粵」和「越」的含義開始有所區別，「越」用於江浙的吳語地區，「粵」專用於嶺南地方。而明、清时代，「粤」仍然指嶺南，兩廣別稱兩粵（即廣東、廣西、還有海南），兩粤的廣东为粤东（包括海南島），兩粤的廣西为粤西。所以近代之前，粵一字泛指嶺南。直至中華民國成立後，粤才逐漸收窄范围被用作廣東省的簡稱。因此，粤有文化意義（嶺南） 和行政意義（仅指廣东省）之分。
粵語以廣州音作為代表音，香港、澳門坊間稱為「廣東話」，廣東、廣西許多地區常稱「白話」；英語稱「Cantonese」（源於廣州或廣東的舊譯名Canton）；日文为。清末至改革開放之前，遷移海外華人多數為粵語使用者，不同族群使用廣州話以方便於溝通。在美洲華埠及唐人街等華人社區，則有被稱為「唐話」或「廣東話」。
在語言學，粵語是一個語言系統的总稱，包括同系的各種地方話語，例如廣西平話、白話、貴港話、玉林話、地佬話和海南的儋州話、邁話及蜑家話等。它们都有相似的音系、语法及词汇，彼此共同点比相异多，所以都纳入“粤语”系統中（參閱粵語方言）。

## 通行地域
粵語行於廣東、廣西、海南西部（說儋州話、邁話的村落）、越南東北部（艾族、山由族聚居地）、香港、澳門及海外華人社區，以珠江三角洲为中心，分佈如下：
廣東省境內以粵語為主的縣市有逾40個，地级市11个，佔全省面積的1/2以上，即廣州、佛山、江門、中山、珠海、東莞、肇慶、茂名、清遠、陽江、雲浮、龍門、增城、從化、連州、陽山、連山、懷集、廣寧、四會、高要、新興、鶴山、封開、郁南、德慶、羅定、陽春、信宜、高州、化州、吳川、台山、開平、恩平及湛江赤坎区、坡头区、霞山区等。
此外，廣東的粵東、粵西、粵北的韶關、仁化、樂昌、英德、深圳市寶安等縣市亦部分通行粵語。
廣西壯族自治區通行的粵語縣市有30多個，即南寧、橫縣、貴港、桂平、平南、藤縣、梧州、玉林、北流、容縣、博白、陸川、防城港、東興、欽州、合浦、浦北、靈山、北海、蒼梧、岑溪、昭平、蒙山、賀州、鐘山、百色、崇左、扶绥、宁明、凭祥及龙州。
此外，广西其它不通行粤语的城市中均有粤语人口分佈，通常是沿河的街道。桂中由于民国时期的新桂系移民开发，因提升农业技术需要，向桂中平原移入桂东南地区人口，有为数不少的粤语村庄。
澳門和香港全境絕大多數人口以粤语為母語。
海外華人中以粵語為主的也很多，在唐人街及華人社區等，不少華人華僑社群均使用粵語作為共同語言。其中美國舊金山一帶原籍廣東或其他粵語地區（即兩廣地區人士）的移民人口數量較眾，三藩市的舊金山城市鐵路在巴士也提供粵語廣播，是美國公交系統中少數提供中文廣播的美國政府機構。
越南东北部山区（艾族、山由人聚居区）。

## 語音特點

### 聲母
粵語聲母數量較少，多數粵語方言聲母數量都在20個左右。多數粵語（廣府粵語除外）普遍存在齒尖音聲母 [ θ ] 或邊擦音聲母 [ ɬ ]，後者亦普遍存在於壯語、臨高語、黎語之中。有的粵語方言有內爆濁音，有的同时具有全浊音，如勾漏方言、儋州方言、平话方言等。中古漢語的全濁聲母在現代粵語中大部份被清化。中古全濁聲母今讀塞音或塞擦音按古四聲的送氣情況主要有四種：
- 一律不送氣，如玉林、賀街、清塘粵語。
- 平聲送氣，仄聲不送氣，如梧州、廣州、南寧、欽州粵語。
- 平上送氣，去入不送氣，如香港粵語（廣州音）。
- 平上入聲送氣，去聲不送氣，如貴港粵語。
- 一律送氣，如廉州粵語。

中古全濁聲母今讀塞音或塞擦音的送氣情況是粵語方言劃分的參考之一。中古全濁聲母清化后一律读不送氣清音的，有勾漏方言、平话方言；中古全濁聲母清化后一律读送氣清音的，主要有吳化方言；廣府方言、四邑方言和高陽方言今讀陽平陽上的字送氣，今讀陽去陽入的字不送氣。
中古微母字绝大部分粤语今读[m-]。
在部分字词中，粤语保留了中古的舌上音，例如一株树（粤语读作一兜树），知道（莞宝方言读作dei道），啄木鸟（粤语读作doek木鸟），澄清（粤语读作凳清），秩（粤语读作dit），擲（粤语读作订），沉条绳落去（粤语读作dam条绳落去）……但知组大部分读作擦音，暗示粤语和通语的分离时间不早于五世纪。
|      |      | 唇音 | 舌尖音 | 舌尖音 | 硬齶音 | 软颚音 | 软颚音 | 声门音 |
| 本位 | 咝音 | 唇音 | 本位   | 唇化   | 硬齶音 |        |        | 声门音 |
| ---- | ---- | ---- | ------ | ------ | ------ | ------ | ------ | ------ |
| 鼻音 | 鼻音 | m    | n      |        |        | ŋ      |        |        |
| 塞音 | 本位 | p    | t      | t͡s     |        | k      | kʷ     | ( ʔ )  |
| 塞音 | 送气 | pʰ   | tʰ     | t͡sʰ    |        | kʰ     | kʷʰ    |        |
| 擦音 | 擦音 | f    |        | s      |        |        |        | h      |
| 近音 | 近音 |      | l      |        | j      |        | w      |        |

- 註1：有些學者把/j/視爲/i/介音，把/w/及/kʷ/、/kʷʰ/中的ʷ視爲/u/介音，列於韻母中的開首部份。這樣做比較與官話對應。然而這樣做的話，/i/介音開首的韻只跟零聲母相拼，/u/介音開首的韻只跟/k/、/kʰ/、零聲母相拼，卻大幅增加了元音數目，學習效率不佳。
- 註2：有些學者認爲在/i/、/u/或/y/元音前方有聲門塞音/ʔ/，但由於它不構成對立，一般都將之視爲「零聲母」。

不同於官話，粵語見組（見、溪、群、疑母）與曉母字不論洪細音，聲母多不顎化，今讀[k-]、[kʰ-]、[ŋ-]、[h-]。

### 韻母

#### 元音

标准粤语元音图

粵語元音有長短元音a的對立現象，有些著作將長短a標作/aː/和/ɐ/ ，但亦有一些人士認為長a和短a之間存在音值差別，據此質疑粵語長短元音對立的觀點。粵語長短元音對立現象跟壯語長短元音對立現象本質是完全相同的，長短元音之間都存在音值差別，並不是單純的時長差別。

#### 韻尾
粵語包含[m]、[n]、[ŋ]、[p̚]、[t̚]、[k̚]6種輔音韻尾，前三種為鼻音尾，後三種為塞音尾（稱爲入聲）；另外各種粵語拼音方案亦把複韻母的第二個元音如[i]、[y]、[u]等作為元音韻尾處理。

### 聲調系統
粵語一般有8至10個聲調。中山石岐粤语在所有粵語中最少，因其特殊不分上下入声而只有6個；東莞粵語次之，只有8个；多數粵語方言有9個聲調；勾漏粵語和平話方言有10個聲調。標準粵語有9個聲調，6至7個固定調值，按照「平上去入」的命名方法，這9個聲調分別為陰平、陽平、陰上、陽上、陰去、陽去、上陰入／高陰入、下陰入／低陰入、陽入。上陰入和下陰入由陰入按韻母短長分化出來，所以將上陰入和下陰入分別稱為陰入和中入其實是錯誤叫法，此等調名會令人誤以為入聲同時三分。一些粵語方言的陽入也按韻母短長分化成兩個，從陽入中分出上陽入與下陽入，共計四個固定入聲調，如勾漏粵語、四邑粵語等。
粵語詞彙和語流中有一些固定的變調，如「局」字，在詞尾時會固定地變讀成一個調值為35的上揚型變入聲，不屬於固定聲調中的任何一個。因此若計變調，粵語的聲調數目通常可達14至15個。
| 聲調名稱 | 陰平   | 陰上 | 陰去 | 陽平   | 陽上   | 陽去 | 上陰入 | 下陰入 | 陽入 |
| -------- | ------ | ---- | ---- | ------ | ------ | ---- | ------ | ------ | ---- |
| 調值     | 55；53 | 35   | 33   | 11；21 | 13；23 | 22   | 5      | 3      | 2    |
| 國際音標 | ˥；˥˧  | ˧˥   | ˧    | ˩；˨˩  | ˩˧；˨˧ | ˨    | ˥      | ˧      | ˨    |
| 代表數字 | 1      | 2    | 3    | 4      | 5      | 6    | 7；1   | 8；3   | 9；6 |
| 漢字舉例 | 分     | 粉   | 訓   | 焚     | 奮     | 份   | 忽     | 發     | 佛   |
| 粵拼     | fan1   | fan2 | fan3 | fan4   | fan5   | fan6 | fat1   | faat3  | fat6 |
| 漢字舉例 | 三     | 九   | 四   | 零     | 五     | 二   | 七     | 八     | 六   |
| 粵拼     | saam1  | gau2 | sei3 | ling4  | ng5    | ji6  | cat1   | baat3  | luk6 |

| 粵語方言             | 陰入              | 陰入              | 陽入              | 陽入              |
| 粵語方言             | 上陰入 （短元音） | 下陰入 （長元音） | 上陽入 （短元音） | 下陽入 （長元音） |
| -------------------- | ----------------- | ----------------- | ----------------- | ----------------- |
| 東莞莞城話           | 4                 | 4                 | 3                 | 3                 |
| 靈山縣城白話         | 55                | 55                | 22                | 22                |
| 中山市石岐话         | 55                | 33                | 33                | 33                |
| 廣州白話（標準粵語） | 55                | 33                | 22                | 22                |
| 邕浔粤语             | 55                | 33                | 22                | 22                |
| 左江白話             | 55                | 33                | 22                | 22                |
| 左江平話             | 55                | 33                | 35                | 22                |
| 扶綏龍頭平話         | 55                | 33                | 22                | 13                |
| 百色那畢平話         | 55                | 33                | 22                | 24                |
| 橫縣縣城白話         | 55                | 33                | 22                | 24                |
| 賓陽新橋賓陽話       | 55                | 33                | 22                | 52                |
| 博白縣城白話         | 55                | 33                | 11                | 22                |
| 玉林白話             | 55                | 33                | 22                | 11                |
| 廣寧白話             | 55                | 33                | 22                | 214               |
| 四會白話             | 55                | 33                | 22                | 213               |
| 台山白話             | 55                | 33                | 21                | 32                |

注釋：
- 表中數字表示聲調調值；
- 表中所列均為單字固定聲調，不包括變調（如廣州話詞彙和語流中調值為35的變入）；
- 資料參考來源：《第11屆國際粵方言研討會論文集》

### 聲調變化
粵語的聲調變化分成連續變調與變音（morpho-phonemic change）。主要發生在複詞或疊字詞，一般來讀低音域（主要是低降調）的第二音節會轉為高昇調。

#### 連續變調
連續變調不改變語意或文法。
1. 家人稱呼，如：爸爸（baa4 baa1）、媽媽（maa4 maa1）、弟弟（dai4 dai2）、太太（taai3 taai2）
2. 表示親切感的接頭語「阿-」與表示通稱的「老-」，如：阿陳（aa3 can2） vs 陳（can4）、老謝（lou5 ze2） vs 謝（ze6）
3. 口語中出現英語詞，如：Fanny（fan1 ni2）；有時還可能出現高平調，如：燕梳（yin3 so1，insurance）
4. 日常生活會出現的語詞，如：前門（cin4 mun2）、眼鏡（ngaan5 geng2）、油條（jau3 tiu2）、鹹魚（haam4 jyu2）、前年（cin4 nin2）、公園（gung1 jyun2）、空地（hung1 dei2）
5. 在廣州話中，「咗」有時被省略而聲調向前影響，如：食（咗）飯未呀？（sik2 faan6 mei6 a3，吃飯了沒？）
6. 形成複合語時，中平調、低昇調、低平調也會發生變調來達成文法功能，如：影相（jing2 soeng2）vs 相片（soeng3 pin2）、發燒友（faat3 siu1 jau2） vs 朋友（pang4 jau5）
7. 在型態為「動詞-目的語」的複合語，目的語名詞發生聲調變化，而且複合語的意思時常可能產生難以預測的轉變，如：捱夜（ngaai4 je2，熬夜）、開會（hoi1 wui2）、走路（zau2 lou2，逃跑）
8. 還有一些完全無法預測變調的例子：講笑話（gong2 siu3 wa2） vs 講大話（gong2 daai6 wa6，說謊）、琴行（kam4 hong2） vs 銀行（ngan4 hong4）

#### 變音
變音會發生語意或文法上的改變。
1. AAB型疊字詞，如：立立亂（laap6 laap2 lyun6，雜亂的）
2. 疊字形容詞、加了「哋」的動詞、或疊字狀聲詞，如；紅紅哋（hung4 hung2 dei2，有點紅的）、明明哋（ming4 ming2 dei2，有些瞭解）、□□聲（sa4 sa2 seng1，雨聲）
3. 表示短時間或短小的動詞疊字，特別是省略了「一」的疊字詞，在詞首發生聲變音，如：試試（si2 si3，試一試）、問問（man2 man6，問一問）
4. 同上，『形容詞＋「一」＋形容詞』的疊字詞省略中間的「一」，如：平平（peng4 peng2，非常便宜）、甜甜（tim4 tim2，非常甜）
5. 還有類似的『「一」＋名詞＋「一」＋名詞』省略的說法，如：一句句（jat1 geoi2 geoi3，一句一句）
6. 名詞作為容器量詞使用時保持原來的聲調，如：一盒朱古力（jat1 hap6 zyu1 gu1 lik1，一盒巧克力）vs 呢個盒（ni1 go3 hap2，這個盒子）

### 文白異讀
粵語存在文白異讀現象。一般認為粵語文讀音出現的頻率不高，沒有高度異化的文讀音。最常見的形態是以白讀音-eng韻母取代文讀音-ing韻母（如命／釘／聽／嶺白讀-eng，文讀-ing）。其他文白異讀聲母如：近（gan6）代／遠近（kan5）。
也有觀點認為粵語文白異讀很普遍，持此觀點者如葉煥峰等學者，認為粵語知徹澄母轉謂端透定母，影晓匣云以不同程度分化成非敷及零聲母，王黃不分、因欣不分。對于粵文白異讀很少的傳統認識，可能由於粵語的語音存古程度被嚴重低估，甚至被認為是宋代官語語音化石；另一方面也可能跟京蘇粵白話文運動有關。而且大部分廣韻所分之三等字皆无介音，如東冬鐘合韻，支脂之合韻，魚模虞部分合韻，痕欣文眞韻開合不分，先仙合韻，刪山合韻等等。可見粵語因其發展方向幾乎不斷簡合而少繁化。
粵語止攝支之脂韻文白二讀，遇攝魚模虞韻文白二讀，當中四、死、企、無均有文白二韻：
| 漢字 | 白讀韻 | 文讀韻 |
| ---- | ------ | ------ |
| 四   | sei    | si     |
| 死   | sei    | si     |
| 企   | khei   | khi    |

止攝三等開口呼于齒音皆讀成[i]：
| 漢字 | 白讀韻 | 文讀韻 |
| ---- | ------ | ------ |
| 無   | mou    | mu     |

遇攝于特定子音讀成白讀音。

### 拼寫方案
關於粵語的拼寫，詳見粵語羅馬化方案（粵語拼音或粵語羅馬字）。當中較常用的有1970年代開發的教育學院拼音方案、1993年開發的香港語言學學會粵語拼音方案等。

## 用詞特點

### 保留古漢語用詞
粵語保留相當多的古詞古義，粵語獨特的存古特點可以反映於其語音、 詞匯到句法結搆，其中一部分會自然用於書面語，而且具有某些罕見於其他方言的古漢語形構遺存——一些南方語言如滬語雖同有保留古代常用詞，但相對較少且受官話影響更甚。現代粵語仍然有較高使用單音詞的傾向。一些被粵語使用者視為通俗的字辭可在古籍中找到來源。值得注意的是，古漢語與南亞語系在上古漢語時期已經發生了接觸和相互影響，上古漢語當中接近三成詞彙被認爲是東南亞來源、超過二成詞彙來源不明。

### 保留古南越語成份
現代粵語中仍然含有南越語的底層成分，多表現在辭彙方面，在語法上也有一些遺存。現代粵語跟現代壯語在日常用語上接近或相同的常用詞有不少，基於表層語言中同義異形詞的存在被認爲是粵語的侗台語底層詞而非借自侗台語的借詞，這樣的詞在廣州話的《廣州話詞典》中可辨認得出超過200個。目前粵語這些在古漢語文獻中沒有記載過的詞彙約有20%。

### 吸收外來詞
早在唐宋此時期廣東（省城）得益於海上丝绸之路繁盛，大批外商湧入，單常年聚居在廣州的外商有十多万人，在內城蕃坊指定居留，包括南亞人、波斯人、阿拉伯人等，當時的粵語就開始吸收部分外語，如冚唪唥（全部）、邋遢（肮脏）、巴闭（嚣张）等。
近代，外來語主要來自英語，廣州粵語及香港粵語（港式粵語）中吸收外來詞特別多，影響著廣東境內的粵語區。這些外來詞很多是普通話沒有吸收的，如「士多」（store）；有的是普通話吸收了但譯法不同，如普通話中的「沙拉」即是在粵語中帶有入聲的「沙律」；不少外國人名在粵語中的譯法，亦與漢語北方话有很大差別，如第43任美國總統George Walker Bush在華北漢語中翻譯成「布什」，中華民國國語文譯作「布希」，香港粵語則把他翻譯成圓唇的「布殊」。這些中文名，必須用當地語言發音，才與美國英語原音接近。
相較而言，普通話翻譯容易將英語词尾的清輔音插入元音构成开音节，因為普通話沒有[-m][-p̚][-t̚][-k̚]韻尾。而粵語則容易复辅音中的一个辅音省略，如lift（升降機）有時寫作粵語字「𨋢」（⿰車立，讀lip），讀音將ft淡化為一入聲尾音，而英语中的s等则通过插音构成开音节。
從1980年代開始，不少粵語外來詞，隨著香港、珠三角等粵語區與中國其他地區交流更加頻繁，漸漸進入了普通話等其他方言，例如「巴士」（bus）、「貼士」（tips）、「蛇𠺌」（Scare:驚嚇、恐懼） 等等。有時，這些詞被其他方言吸收的時候發生失真，如粵語「搭的」（乘搭的士的簡稱）被普通話當作「打的」吸收。其中一個原因就是普通話無法模仿粵語的[-m]韻尾，比如「搞掂」變成「搞定」。
而粵語曾從官话借來一些用語。比如粵語表示憤怒之時，有個口語語匯“call-now-yeah”，其實是來自官話的「可惱也」（或「可怒也」）。
香港粵語中經常直接使用英文單詞，比如，「文件夾」通常用file（讀若「faai1 lou2」，有文具店會寫成「快勞」）；男警員或男老師稱作「阿Sir」（讀「sir」時變為圓唇的 /sœː˩/ ，有人會寫成「阿蛇」，另有粵音字「瀡」）；女警叫「Madam」（讀「咩-/tɐm˩/ 」）；女老師叫「Miss」（讀「搣時」，有人會寫成「蜜斯」）；工作加班稱為「開OT」（源自英語 Overtime）等等。雖然不少英文發音會音譯成漢字，但香港人不時會直接以英文字詞表達，如「感覺」用feel代替，也沒有相關漢字表述該讀音。值得注意是，由於粵語沒有[-l]這個韻尾，feel往往會讀成[fiu̯˥]，[ɫ]讀成[u̯]韻尾，fax讀成 /fɛk̚˥ si˧˥/ 加重尾音（feck史機）。這種港式英語、中英夾雜的地道用法在香港十分流行，而且在廣東省粵語區中也在逐漸增多。

## 語法
粵語語法與普通話的區別主要體現在詞句順序、虛詞、副詞、部分形容詞、助詞及其放置方式上，複雜而不可缺或的語氣助詞也是粵語的一個特色。儘管粵語與普通話在這些語法方面上有明顯差別，但主體語法基本相同，都是主-謂-賓式語言，都屬於分析語，總體仍有60%以上相似之處。

### 倒裝

#### 定語後置
一些粵語詞組習慣將修飾詞放在中心词後面，相對於普通話而言是倒置的詞序。例如
| 官话词汇 | 粵語对应词汇 |
| -------- | ------------ |
| 公雞     | 雞公         |
| 青椰子   | 椰青         |
| 碎米     | 米碎         |
| 酸豆角   | 豆角酸       |
| 小丫頭   | 妹丁         |

這種語法常见于侗台語族各語言。漢白語族中除官話以外的其他各語種也有類似的構詞方式，但不佔主要地位。另外文言中也有定語後置語法。粵語的這種語法可能是上古漢語殘留，也可能源於臨近的侗台語族。

#### 狀語後置
粵語可以将修飾動詞、形容詞的副詞放在被修飾詞後面，有時甚至放在句末，例如用法上「多食啲」遠較罕見。其它放在被修飾詞後的例子如下：
| 位置     | 粵語例句     | 標準漢語直譯 | 標準漢語意譯 |
| -------- | ------------ | ------------ | ------------ |
| 動詞後   | 食多啲。     | 吃多一些。   | 多吃點。     |
| 動詞後   | 舓你。       | 親愛非常你。 | 非常疼愛你。 |
| 動詞後   | 畀嗮佢。     | 給全部他。   | 全部給他。   |
| 動詞後   | 我行先。     | 我走先。     | 我先走。     |
| 形容詞後 | 肥得滯。     | 油膩過於。   | 太膩了。     |
| 形容詞後 | 高過頭冇用。 | 高太過沒用。 | 太高沒用。   |

#### 间接賓語後置
當動詞同時帶兩個賓語時，间接賓語通常放在句子最後，中間由直接賓語隔開，即「動詞＋直接賓語＋间接賓語」。如：
| 粵語例句                | 標準漢語直譯                    | 標準漢語意譯     |
| ----------------------- | ------------------------------- | ---------------- |
| 我問聲你。              | 我問一個問題你。                | 我問你一個問題。 |
| 畀件衫我。 畀件衫過我。 | 給一件衣服我。 給一件衣服過我。 | 給我一件衣服。   |

#### 同素逆序詞
粵語有不少詞彙的字序都跟普通話相反，屬於傳統倒裝說法與當代說法之差異，例如：
| 普通話                | 粵語                  |
| --------------------- | --------------------- |
| 鞦韆                  | 韆鞦                  |
| 素質                  | 質素                  |
| 夜消 （俗寫「夜宵」） | 消夜 （俗寫「宵夜」） |
| 擁擠                  | 擠擁                  |
| 要緊                  | 緊要                  |

### 趨向動詞
粵語趨向動詞的用法與普通話有別。在普通話趨向動詞不能直接接受詞的情況下，粵語趨向動詞仍可直接接受詞。
| 粵語例句           | 普通话意譯                                | 語法習慣差異                                             |
| ------------------ | ----------------------------------------- | -------------------------------------------------------- |
| 我哋諗住晏晝去街。 | 我們想下午到街上去逛。 我們想下午去逛街。 | 趨向動詞「去」直接接受詞「街」，而普通话就没有這种用法。 |
| 佢話嚟我度。       | 他說要到我這裡來。                        | 直譯作「他說來我這裡」也和现代标准汉语語法相似。         |

### 並列動詞體
粵語可以用兩個並列動詞構成一個動詞體，把「緊」、「咗」、「完」、「過」、「下」加在兩個並列動詞中間。現代標準漢語必須把相應詞或對譯詞放在單一動詞的前面或者後面。如粵語「休下息」，現代標準漢語作「休息一下」。

### 「有」＋動詞
粵語廣泛使用「有」＋動詞的語法結構，表示強調。
| 粵語例句 | 普通话意譯 |
| -------- | ---------- |
| 我有睇。 | 我看過。   |

#### 量词用作定冠詞
粵語量詞可直接加在名詞之前作句子成份，量詞之前不需要指示代詞或數詞限定，起到類似於冠詞的語法作用，类似英语中的"the"或法语的"le"/"la"，例如：
| 粵語例句       | 普通话直譯                               | 普通话意譯                     | 語法作用 |
| -------------- | ---------------------------------------- | ------------------------------ | -------- |
| 本書幾好睇。   | （所討論的或眼前見到的某本）書很好看。   | 這/那/某本書很好看。           | 特指     |
| 部車好正啊！   | （眼前所見的某輛）車很棒啊！             | 這/那/某輛車棒極了！           | 特指     |
| 佢嗒咗抽提子。 | 他偷吃了（談話者雙方都知道的某串）葡萄。 | 他偷吃了這/那/某串葡萄。       | 特指     |
| 我把聲沙嗮。   | 我（量詞）嗓音沙啞完全。                 | 我的嗓子完全沙啞了。           | 強調     |
| 喇起塊面       | 繃起（量詞）臉                           | 繃起（他的/那張）臉            | 強調     |
| 扽下隻鞋       | 磕一下（量詞）鞋                         | 把鞋磕一下（「鞋」不需要量詞） | 強調     |

#### 量词替代指属助词
粤语习惯用量词替代指属助词如“的”“之”等，但这样的量词在句子中起的作用仍然是指示物品所属的。
| 粵語例句 | 普通话意譯 | 逻辑意义                           | 語法作用 |
| -------- | ---------- | ---------------------------------- | -------- |
| 我枝筆   | 我的筆     | 屬於我的筆（“我”是筆的所有者）     | 屬格強調 |
| 佢部車   | 他的車     | 屬於他的車（“他”是車的所有者）     | 屬格強調 |
| 你個書包 | 你的書包   | 屬於你的書包（“你”是書包的所有者） | 屬格強調 |

### 副詞句
在比較句法中，粵語是「你高過佢」，而北京話會說“你比他高”。类似的例子还有：「你大過佢」、「你瘦過佢」，粤语這种語法是比較貼近古時的漢語語法，在閩南語也有相同的句式，如「你較媠伊」。近年來，由於受標準漢語影響，這情況也出現改變。「你比佢大」、「阿哥比阿妹高」這種北京話的語法，也逐漸被粵語吸收。在一些副詞上，如「先」字，粵語亦習慣把其放在動詞之後，例如「你先走」在粵語要說成「你行先」。

### 語氣助詞
語氣助詞在粵語語句情貌的表達上有非常重要的作用，不可缺或。粵語語氣助詞豐富，用法複雜，有單式、二覆疊式、三覆疊式和多覆疊式等形式：

#### 單式
| 語氣助詞             | 用法                                  | 粵語例句                                                                       | 標準漢語意譯                                                                         | 備註                                                           |
| -------------------- | ------------------------------------- | ------------------------------------------------------------------------------ | ------------------------------------------------------------------------------------ | -------------------------------------------------------------- |
| 啦 陰平聲調（第1聲） | 表一般意味或表示完成                  | 好心你啦！ 搞掂咗啦！                                                          | 拜託了！ 老早就做完了！                                                              | 第二個意思的語氣比「喇」為重                                   |
| 喇 陰去聲調（第3聲） | 表示完成或引起注意                    | 得喇。 搞掂咗喇。                                                              | 行了。 完成了。                                                                      | 只能用於句尾                                                   |
| 嗱                   | 提問，或引起注意                      |                                                                                | 完成了嗎？ 來，看著我！                                                              | 可在句子前獨立使用，引起注意                                   |
| 喎 陽上聲調（第3聲） | 表示意識到，「原來如此」意味          | 係喎，點解頭先我諗唔到呢？                                                     | 對啊，為什麼剛才我想不到呢？                                                         | 有感嘆意味                                                     |
| 啝 陽上聲調（第5聲） | 暗示否認某事物之結果或敘述之意味      | 佢話佢晨早離咗職囖，就乜責任都唔使再負啝，但係公司重未收到佢份辭職信囖         | 他說他早已離職，所以可以不再負責任了，但是公司還沒收到他的辭職信！                   | 有輕微訝異或輕蔑意味                                           |
| 囖 陰平聲調（第1聲） | 表示情況就是如此                      | 佢話佢晨早離咗職囖，就乜責任都唔使再負啝，但係公司重未收到佢份辭職信囖         | 他說他早已離職，所以可以不再負責任了，但是公司還沒收到他的辭職信！                   | 有肯定、晦氣、無奈、不情願、鄙視、不屑及／或不願多言敘述之意味 |
| 囉 陰平聲調（第3聲） | 期待某事物之時機即將達至之語氣        | 市長派錢囉！                                                                   | 市長要給大家發錢了！                                                                 |                                                                |
| 咩                   | 表示懷疑，或輕微不屑                  | 係咩？                                                                         | 是嗎？                                                                               | 用於問句                                                       |
| 啩                   | 表示不敢肯定自己的判斷                | 係啩？                                                                         | 是吧？                                                                               | 帶徵求別人看法的意味                                           |
| 啫                   | 表示不屑語氣，或表示「而已」的意思    | 係咁咦搣咗一下啫，就喊到咁大聲。 佢咁衰，睬佢做乜啫？ 我寫錯字啫，咁惡做咩啫？ | 只是輕輕地捏了一下而已，就大哭。 他那麼壞，理會他幹嘛？ 我寫錯字而已，這麼兇幹甚麼？ |                                                                |
| 㗎                   | 第二聲，表示抱怨語氣 第三聲，強調語氣 | 幾哦go4都要搞掂㗎。 你應承咗我㗎！                                             | 再麻煩也要完成的呀。 你答應了我的！                                                  |                                                                |
| 嚕                   | 表示完成語氣                          | 我做完功課嚕。                                                                 | 我做完功課了。                                                                       |                                                                |

#### 二疊式
| 語氣助詞  | 用法 | 粤语例句 | 標準漢語意譯 | 備註       |
| --------- | --- | --- | --- | ---------- |
| 嘅啫      | 表示事情小，不必放在心想 或一般語氣                                                                                   | 件事就係咁嘅啫。 你真係好人嘅啫。 | 整件事就只是這樣而已。 你为人真好。 |            |
| 㗎喳/嘅喳 | 同「而已」；可單字「喳」                                                                                              | 我淨係負責收銀㗎喳,有咩事同我老世講啦！ | 我只是負責出納而已，有甚麼跟我的老闆說吧！ |            |
| 呀嘛      | 表示半信半疑 | 唔係呀嘛？ | 不是吧？ | 用於問句   |
| 喳嘛      | 輕視、不屑意味 | 咁喳嘛，好易啦。 | 這樣而已，還不簡單。 | 帶疑問語氣 |
| 啦喂      | 提醒或積極回覆意味 | 嚟啦喂！ | 過來啊！ |            |
| 囉喎      | 尋求最後確定，或表示已經不耐煩                                                                                        | 係囉喎？郁手！ 好囉喎？！ | 決定了吧？動手！ 夠了！ |            |
| 囉噃      | 表示確認，或希望得到確認                                                                                              | 搞掂囉噃。 | 完成了。 |            |
| 嘞咩      | 表示強烈懷疑、不贊同                                                                                                  | 你以為咁做就啱嘞咩？ | 你以為這樣做就對嗎？ |            |
| 㗎喇      | 已經完成，或完全自信、確認                                                                                            | 得㗎喇，佢得嘅。 | 可以了，他没问题的。 |            |
| 呢可      | 1. 表示反問； 2. 用於： a)第二身人提醒第三身人：第二身人得知第三身人的行動， b)提醒第一身人：第二身人得知這是誰的行動 | 甲：係邊個打爛咗我隻杯㗎？ 乙：唔知呢可？ | 甲：是誰打破了我的杯子？ 乙：你說呢？ |            |
| 吖嗱      | 對其之前所作的行為表示不滿                                                                                            | 鐵頭功吖嗱！ 打你吖嗱！ | 鐵頭功是吧！ 信不信我打你！ |            |
| 嚇嘩      | 1. 表示應答，字面意思為「是嗎」； 2. 表示反問。                                                                       | 1. 「啊，公子呀，你啊真係識貨喇，咁多船唔揀你揀著我呢隻船，我出咗名夠快嘅。」「嚇嘩？」 2. 「你家嚇迫我嚇嘩，你家嚇？」「係慘過你呀，吹咩？」 | 1. 「公子呀，你真識貨，（在那）那麼多船不挑你非挑了我這艘船，我的快是出了名的。」「是嗎？」 2. 「你現在是不是要逼我，是不是？」「就是比你慘呀，你奈我何？」 |            |

#### 三疊式
| 語氣助詞 | 用法                                   | 粤语例句             | 標準漢語意譯           | 備註 |
| -------- | -------------------------------------- | -------------------- | ---------------------- | ---- |
| 㗎囉噃   | 表示確認，或希望得到確認。             | 一於係咁話㗎囉噃。   | 要不就這麼決定了吧。   |      |
| 㗎喇喎   | 表示事情已經發生，且有不滿意味。       | 你食咗三碗粉㗎喇喎。 | 你都吃了三碗粉了。     |      |
| 㗎喇嚇   | 表示希望確認已發生的事。               | 你食咗三碗粉㗎喇嚇？ | 你吃了三碗粉了吧？     |      |
| 㗎喇可   | 通常用於詢問他人某物是否已經完成使用。 | 呢支筆你唔用㗎喇可？ | 這隻筆你不用的了是吧？ |      |

#### 多疊式
- 做晒㗎啦吓嘩／㗎啦啊嘛：「已經做完了，是吧？」带半信半疑意味。

## 代表音
廣州口音是約定俗成的、國際承認的粵語的代表音，大多粵語字典以廣州音為準。廣州以粵劇、粵曲等傳統藝術長期保持廣州話的代表地位，1970年代開始，香港粵語（港式粵語）受到由何文匯博士提倡的粵語正音運動影響，是故部份詞彙的發音已經偏離廣州話，與廣泛的珠江三角洲粵語系地區的發音脫節。至1970年代末以後，香港粤语流行曲、影視娛樂強勢影響廣東地區。民間的香港口音（即港式粵語）跟廣州（廣府）口音並無明顯分別，只是在語感上有少許差異，因兩地在不同社會體制下沿用不同的習慣語彙，用詞有所不同，以及兩地教學改革所導致。香港粤语较为显著的是，将开头声母鼻音/n/唸作舌邊音/l/，針對近年來香港年輕人所谓「懶音」增多的現象，香港的一些大學教授發起了粵語正音運動，以何文匯主張的讀音取代，現時通用的讀音，此主張受到廣東及香港的粵語學者反對。有些粤语方言和广州話较為接近，如廣西南宁，以南宁白话為代表，與西關口音的廣州話高度相似，虽然粤语字典还将一些字，注音为同音字，如“九”与“狗”字，“旧”与粤语量词“嚿”字。但现在的粤语这些字的发音已经明显不同“九”[gæu2]“狗”[gau2]，“旧”[gæu6]，大嚿的“嚿”[gau6]，總體與廣東廣府方言片區（即廣府話）相似度高達90%，除少數俚語不同外，兩地方言交流完全不存在問題，欽廉方言與邕潯方言靠攏；而广东台山的四邑方言、廣西東部、廣東西部的勾漏方言、廣東西南部的高陽方言、海南的儋州方言，以及珠江三角洲東側的莞寶方言，则同广州话口音差异较为明显。

## 書寫系統
粵語使用者在正式場合裡普遍使用二十世紀初興起的官話白話文書寫系統，該系統的語法、詞彙與現代漢語在北方官话基礎上形成的書寫體相符，與粵語自身的語法、詞彙差別很大，存在「文」、「言」脫離現象。由於自小接受官話白話文教育，人們基本上能包容這種「文」與「言」間的相互脫離現象，如同五四運動之前人們普遍習慣文言文一樣。當用粵語朗讀官話白話文的時候，人們一般不會完全按照字面來讀，朗讀者習慣上會根據粵語語法、詞彙及用語調整字面文句，用粵語複述出來。這種「文不對言」的現象跟官話白話文興起之前漢語北方話使用者或者朝鮮語、日本語使用者習慣於使用文言文所造成的「文」、「言」脫離現象相似。
不少大眾媒體為貼近民眾，會在行文中加入大量粵語固有詞彙。部分雜誌會採用粵語白話文書寫系統，如實按照粵語語法及用語書寫，不懂粵語的中文使用者不容易看懂這種粵語白話文。報紙則會採取折衷方法，主要行文都是以官話白話文書寫，但在對話和引言中，會使用粵語白話文書寫粵語口語對白，令文章更為生動，並避免在翻譯成官話白話文時出現失真。
因粵語白話文書寫會用到大量粵語獨有的粵語漢字，這些字在BIG5系統（由臺灣資策會建立的正體字系統）或使用簡化中文（GB18030）的電腦字符系統中沒有收錄或收錄不全，利用上述系统書寫粵語非常不便。為解決粵語的電腦文字處理問題，香港政府制定了一個香港增補字符集，收錄了常用的粵字和其他BIG5擴增漢字約5000字左右，如「啲」、「嘅」、「攞」、「揸」、「嘢」、「冚」等等。在最新一版的增補字符集中，進一步收錄了一些所謂的「粗口字」。此做法受到某些人的質疑，因為粗口被認為是社會道德禁忌。香港政府表示收錄「粗口字」的目的是為方便警方錄取口供時使用。這套增補字元集基本上解決了粵語白話文的電腦處理問題，大部分粵語口語文句都可以錄入電腦。
由於不是所有電腦都裝有香港增補字符集，粵語使用者在網上討論區等非正式場合，在沒辦法輸入粵字的時候，又或是不便輸入的時候（用速成輸入法來輸入粵字要按很多次鍵盤），會折衷以英文的「o」代替口字旁，寫成「o的」、「o既」、「o野」、「o左」、「o甘」來代替「啲」、「嘅」、「嘢」（「也」）、「咗」（「徂」）、「咁」（「恁」）這類粵字，甚至把口字旁去掉，寫成「的」、「既」、「野」、「左」、「甘」；有時也會英文代替，如用英文字母「D」或「d」代替發音相近的「啲」，用英文字母組合「ge」代替發音相近的「嘅」。中國大陸，特別是廣西地區的粵語使用者，由于中國大陸教育系统并不教授粤语，因此基本上对粤语固有字词的了解近乎空白，傾向於使用北京话借音字書寫粵語，書寫比較混亂。而广东的教育系统虽然也不教授粤语，但广东和港澳的民间交流非常广泛频繁，不少广东粤语使用者因此接触到粤语固有字词。

## 字詞辨析
- 佬——男人；大佬〈大哥〉、細佬〈小弟〉
- 婆——女人；老婆〈妻子〉
- 公公——外祖父
- 婆婆——外祖母
- 老頭（常寫作老竇）——父親
- 老母——母親（但是現代一些廣東話中稱老母被視為髒話和不尊重）
- 畀——給[36][37][38]

有很多日常的用詞會被人所講出，然未必懂寫之。例子，如下：
參見：粵語字列表
- 騎呢——形容別人衣着打扮突兀或舉止笨拙失禮。
- 鶻突——形容人的行為或事情難看[39][40]。
- 撳——也作。用力按，通常用作撳錢，去自動櫃員機拿錢，因為要按鍵（撳掣），所以叫作撳錢。
- 窿窿罅罅——(lung1 lung1 la3 la3)罅隙，旯旮，一些細小隱蔽的地方。
- 褪後——退後，多數用於車輛。
- 邋遢——不潔，骯髒
- 勀——(通常為攰)累
- 楋手唔成势——手忙腳亂，或指做事沒有經驗，不知從何入手。
- 瘦蜢蜢——瘦削
- 係——是
- 呷——(haap3)呷醋，意思是吃乾醋。
- 氹——哄笑的意思，做一些事令人開心的行為。
- 褦——(nang3)佗手褦腳，意思是拖累。
- 喇 ——語氣詞，表示對某事有把握或表示提醒、警告。
- 戥——(di)同情，通常用作戥人可憐，替人不值的意思。
- 面懵——面懵懵(冇面) 沒有面子；面懵心精，看上去傻傻的但心理面很清楚。
- 頻撲——趕時間，或很忙的意思。
- 捩——(lai6)瞓捩頸，即「落枕」，意思是睡醒時頸部痛；或用作捩手掉咗佢，意思是立刻掉了。
- 嗌交——吵架
- 晏——很晚，晏晝：下午
- 岩巉——不好看（通常指物件表面粗糙或帶有菱角）
- 掅——(cing3)拿起東西
- 丼——(dam2)又作「沊」，都感切，投物井中聲[41]。意源為石頭丼一聲跌落水井，亦解作拋棄、拋擲，配詞有例如丼垃圾。
- 抌——深擊，例「抌心口」、「抌春」[42]
- 掟——投擲，掟石仔：擲小石
- 戽——(fu3)戽被，意思是睡覺踢被子。
- 趌——(gat6)趌下趌下，意思是跛著走。
- 擏——(geng6)擏住，意思是小心地。擏錫，意思是愛護。
- 瞌——瞌眼瞓，意思是打瞌睡，小睡片刻。
- 扻——扻頭埋牆，意思是把頭撞向牆。
- 睺——(hau3)睺實佢，意思是盯住他。
- 掖——(jik6)掖高衫袖，意思是把衫袖卷上來。
- 擸——(laap3)意思是拿取[43]；亦有解作折下 (例如：花卉)。
- 攣——攣毛，意思是曲髮。
- 砸——(zaak3)壓住．通常用作大石砸死蟹。
- 糝——(saam2)撒。糝胡椒粉，撒一點胡椒粉。
- 嘥——(saai1)浪費．嘥錢，意思是浪費金錢。
- 樖——(po1)一樖樹，意思是一棵樹。
- 睄——(saau4)用眼瞧著別人，通常用作眼睄睄。
- 掗拃——佔很多地方
- 踎——(mau1)蹲下
- 孭——(me1)音「咩」，背著東西。孭背囊，意思是背著背囊。
- 歃——(saap6)用水煮熟。通常用作歃熟狗頭，意思是整天笑容滿面，但不知為何而笑，有少許貶義。
- 揼骨——按摩
- 噱頭——有創新的意思
- 扽——路面不平
- 髧——過長，頭髮長到髧到膊頭。
- 搣——(mit1)用兩個手指夾住擠壓。
- 發吽哣——發呆
- 擳——(zit1)擠壓，通常用作擳牙膏，擳暗瘡。
- 囉囉攣——(lo1 lo1 lyun1)忐忑不安，或坐立不安。
- 咪嚤——行動緩慢，做事拖泥帶水。
- 盞鬼——有趣，或表示贊美、稱好的感嘆詞用。
- 走趲——趲粵音zaan2，時間鬆動，或有回旋餘地之意。
- 罌——(aang1)器皿，通常用作錢罌，或者煙灰罌。
- 遝——堆疊，通常用作二遝六，數目加起來即半斤八兩，引作不夠斤兩（資格），多數用於人；同義詞為未夠班嘅人。
- 沓——(daap6)量詞，一大沓，意思是一大疊。例子：沓水，意思是非常有錢。
- 笪——(daat3)呢笪地方，意思是這塊地方，配詞有例如大笪地。
- 耷——(dap1)頭耷耷，意思是垂頭喪氣的樣子。
- 揩——(haai1)揩油，意思是佔小便宜。
- 吹水——閒聊，偶爾會把事情說得天花龍鳳，也有夸夸其談、吹牛皮的意思。
- 籴米——買米。籴——粵音「笛」。籴字原寫作上半為「入」，下半為「米」字。
- 籴佬——原來是指收買米糧的商人，他們購買米糧後就需要立即離去，以避免米糧因為潮濕而起了變化。現在引申為沒有留下任何理由而離開。亦有今人寫成「走佬」。
- 片斤 金戔——音（唱錢）指貨幣對換，源於英文change。
- 哈人——欺負別人
- 贔屭——(bai3 ngai3)有苦惱之意
- 睃——(so1)意同斜視/瞅/睬，例如，睃都唔睃吓你。
- 狼戾——(long1 lai2)有潑辣，橫蠻之意。
- 牙 齒截——俗寫牙擦，解作囂張、沙塵、認叻、招積。
- 招積——漢語詞彙解﹕刁鑽、招搖、不可一世。有指“招積”是出自“滿招損，謙受益”（書經˙大禹謨：惟德動天，無遠弗屆，滿招損，謙受益，時乃天道）。積，為積少成多便「滿]，即「自滿」。
- 𪙛𠸉——(lak1 cak1)指不連貫，斷斷續續。
- 窳——(jyu5)
- 朒脧——俗寫肉酸，指不中貌，其貌不揚。
- 打甂爐——指火鍋，邊煮邊食的飲食方式。
- 涫水——音（滾），指經過沸騰的水。
- 點解——為什麼
- 放水——讓

## 影響
廣東傳統是以廣州話為官方語言，廣州話為廣州人的生活語言，亦是廣東省內其他民系的通用語。當時廣東省城極為發達，從各地外來而來的人口都學習廣州話。因此長久以來，粵語廣州話都是珠三角城市的主要語言。香港居民原籍情况也是以廣東珠三角一帶者為最多，包括南番順、四邑（台山、新會、開平、恩平）、東莞、香山、寶安等。因此歷史上中國大陸向香港的逃港移民中的大多數是廣東人，此等人士中多數都是珠璣巷後裔。而在海外，由於移民有相當比例來自粵語地區，亦使粵語成為大多數海外華人社區最流行之語言之一。
於中國大陸，在1959年開台的广东电视台（廣東電視台是中國首個以廣州話為廣播語言的電視台）。而省內各大城市均有市級電視台，由于粵語是廣東省的主要語言，其他市級電視台亦有开设以廣州話作為廣播語言的频道。在廣東的非粵語為母語的人士大部分都能懂粵語廣州話。此外，珠三角城市如廣州、佛山、深圳等地的公共交通工具（包括地鐵、公交車）都設有廣州話廣播。改革開放初期，由於鄰近廣東的香港普遍說粵語廣州話，為了方便香港人、華僑回國投資，以及抗衡香港電視對廣東的影響力，為免不利中共之信息流入廣東，北京政府容許廣東一些地方電視台、電台以廣州話廣播。
而在香港，從市民日常交流，到學校教育、工商行業，到政府辦公、立法會；到科學研究、新聞傳媒、大眾娛樂，粤语是普遍使用的交际语。在漢語語族裏，除北方的官話外，粵語是成功發展為全功能語言的語種。同時香港大眾媒體及娛樂事業的繁榮使粵語影響力強大。香港無線電視與亞洲電視均已取得廣東的落地廣播，廣東省內均可收看香港電視，港式口音（即港式粵語）80、90年代在廣東相當流行。
根據聯合國教科文組織《保護非物質文化遺產公約》的規定和建議，香港政府已擬定了首份「香港非物質文化遺產清單」，粵語已被列入其中，成為480個香港本地非遺項目之一。

### 學術界
學術界亦有進行粵語相關的研究。較著名的包括每年舉辦的「國際粵方言研討會」。

## 文學
粵語文學有非常悠久的歷史，在傳統的嶺南戲劇，對白及唱詞包含了不少的粵語口語的成分，粵謳、童謠、山歌，及木魚書等，都有濃厚的嶺南色彩〔嶺南文化〕。
文體方面，清初有以粵語詞語入舊體詩形成的作品。晚清時，興起了混合文言文、官語白話文、粵語白話文的三及第文體。在民國初期，一些廣東詩人，以粵語入詩，例如廖恩燾的《嬉笑集》、梁啟超的《飲冰室文集》中的粵語詩等。在七十年代，香港出現了新三及第，由北話，粵語及英語組成的新文體。而在中國大陸，由於普通話的推行，粵語地位受到影響，但仍產生一些带有点粵語风格的文學作品。如歐陽山的《三家巷》、陳殘雲的《香飄四季》等。

## 地位
在語言學中，通常會將完全不能相互通話的語言定為不同的語種，若或多或少可以相互通話，則為同一語言的不同方言。粵語與官話、閩南語等其他漢語分支之間的差異已經超越方言界限，完全無法相互通話，應當界定為相互獨立的不同語言。但「語言」的定義也常受政治因素影響。換而言之，語言和方言常無明確界限。如挪威语、瑞典語、丹麦语，雖可互通，但卻因政治因素而被認為是不同的語言。同樣，因政治因素而被認為是兩種語言的印尼語跟馬來語之間也可以直接對話互通。反過來，一些完全無法互通的語言，卻因政治、宗教、文化因素而被許多人當作單一語言下的不同方言，如阿拉伯語的各個「方言」和漢語的各個「方言」。粵語究竟屬於獨立語言還是方言，這一問題無論語言學界還是社會上都長期存在不同的看法。同樣，漢語究竟是一種單一語言，還是一個包含多種親屬語言的語族，也備受爭議。在中华人民共和国，官方視粵語為汉语方言之一，並且認為現代漢語是單一語言。而一些學者和許多粵語使用者則認為粵語是獨立的語言，與官話、客家語、贛語、湘語、吴語、閩南語等主要漢語分支互為親屬語言。
單純從語言學角度看，現代漢語無論規模上還是內部子分支間的差異上皆與罗曼语族相當。罗曼语族包含法语、意大利语、西班牙语、葡萄牙語等獨立語言，均由古拉丁语演化而來。現代各漢語分支則從古漢語演化而來。一些羅曼語族內部的分支語言互通程度甚至比漢語「方言」之間的互通程度還高，如西班牙語和葡萄牙語之間大體上能相互聽懂，而粵語、閩南語、官話之間則完全不能。
認為現代漢語屬於單一語言的主要原因有：各「漢語方言」使用者除了回族、畲族和其他一些少數民族外，基本上都認同自己的民族身份為漢族。中國歷來有大一統思想，因為屬於同一個民族，因此許多人感情上接受不了「一族多語」的事實。此外，粵語使用者與其他「漢語方言」使用者一樣都使用漢字。
不过，“將完全不能相互通話的語言定為不同的語種”亦有不通用的例子，韩国的济州方言、日本的津轻、秋田方言虽然与标准语不能互通，仍被认定为方言。西方文字多为表音文字，语音即意义，因此对语音要求比较严格。而汉语的文字体系为意音文字，本身携带的语音成分较少，语音在传播、传承的过程中很容易发生变化。西方语言学理论也可能并不适用于汉语。这两种观点争论已久，仍无确切结果。

## 危機
目前粵語的生存環境正面臨前所未有的挑戰，在中國大陸，推普政策不断打压着粤语的生存。北京話逐漸取代粤语，尤其在廣西，早因萎縮而陷入频危。至於廣東，粵語也受到越来越强的打压。

### 中国内地
中國內地，推普废粤的方针下，有的地方政府对粵語的打壓越来越强，使保護粵語寸步难行。本地兒童很多已经不会说粵語。粤语不断受到打压，很多粤语广播已被取消，在中国大陆推普废粤的方针下，粤语在内地现在可以说是寸步维艰，面临极大挑战和困难。中國政府、學校要求學生使用普通話，教師在學校教育的都是使用普通話。有的学校强制学生在下课之后的聊天放松玩耍时间说普通话，不得说粤语，否则处罚。在推普废粤的强制措施之下 ，很多小孩和年轻人已经变得不会说粤语。
2017年12月15日，bilibili用户Dtime推出的《哪里的话最好听？中国南北36种方言大比拼》視頻短片，推出短短3天在bilibili的点击量超过80万次。视频以歌曲的方式介绍了中国大陆的36种方言（当中包括广东话和南宁白话），在片尾提到推廣普通話政策是否影響了不同方言的生存，在bilibili引起了廣泛討論。
2021年，随着广西省玉林市玉林电台最后一档粤语节目《992民生汇》的停播，再次引发两广网民对于粤语保育的讨论。前玉林电台粤语主持表示，节目停播的最主要原因是粤语在该市的日渐式微和十年前便不再招收粤语主持的决定导致粤语节目后继无人。

### 香港
2018年初，有網民發現香港教育局官方網站小學普通話教學資源課程配套資料「集思廣益（四輯）：普通話學與教經驗分享」裡，載有一篇由宋欣橋所寫的文章《淺論香港普通話教育的性質與發展》。文中提及粵語並非香港人的母「語」，並指「那麼，有關香港人母語的較為確切的表述應該是：香港漢族人的母語是漢語。當然，不認同自己是中國人，是屬於個人身份的認同問題，那就另當別論了。」，引起抨擊。李宇明先生在 2003 年發表的《論母語》中對母語作了語言學理論層面的深入分析，也專門論述到香港人的母語問題。他說：「香港多數人的母言是粵方言，但其母語仍然應當看作是漢民族共同語」。

### 澳門
澳門超過80%人士的母語是粵語，儘管如此，有澳門居民和學者警告粵語在澳門可能面臨消失，擔心粵語會最終不敵普通話變成小眾語言，又指澳門政府未有保護粵語，步廣州的後塵
。前海星中學校長、現聖若瑟大學中文系師範課程教授蔡梓瑜說，他明顯覺得澳門教育問題被政治干預且情況日益嚴重，指出當局先初步採取微妙的方式「增加中小學普通話的教學」，又表示「用普通話教中文就是一個活生生的例子。我們不反對教普通話，恐怕有一天，澳門成為廣州……廣州就是一個明顯的例子，本來是一個以粵語作為生活及學習傳統的都市，現在能用流利粵語溝通的孩子已經越來越少，很多小孩已经变得不会说粤语。普通話已經成功透過政治及行政手段消滅粵語。」
研究澳門語言政策的羅世賢博士認為當局逐步引入普通話作為教學語言存在「政治意圖」。他指出，在一個民主制度中，語言權利是權利、自由、保障以及人權的一部分，但在中國就有所不同。」

## 外部連結
- 香港中文大學粵語 (廣東話) 兼讀課程 （页面存档备份，存于）
- 粵語（广东话）學習網
- 速打粵語社區
- 粵語文化傳播協會 （页面存档备份，存于）
- 我愛粵語（粵語學習網站）
- 粵音資料集叢 （页面存档备份，存于）
- 粵語審音配詞字庫 （页面存档备份，存于）：查詢粵語發音
- 粤语发音查询工具 （页面存档备份，存于）：使用简体字查询粤语发音
- 粵音檢字法 （页面存档备份，存于）
- 粵語拼盤 （页面存档备份，存于）
- 粵語協會 （页面存档备份，存于）
- 粵語會館
- 粵語學習網 （页面存档备份，存于）
- 方言吧粵語學習網 （页面存档备份，存于）
- 縱橫碼在線中文字典 2.0 （页面存档备份，存于）
- 中台港常用字粵普聲韻調交互對照表 （页面存档备份，存于）
- 学说粵語 （页面存档备份，存于）
- 學粵語 （页面存档备份，存于）
- Relative clauses and nominal modifiers in Cantonese（粵語的關係子句及名詞修飾語） （页面存档备份，存于），Dominic Yu，2006年5月3日
- 粵語拼音輸入法[]
- 普通話粵語在線翻譯
- 粵語歌曲︰半斤八兩 （页面存档备份，存于）
- 粤式浓浓 （页面存档备份，存于）（网上首个以模仿为主的粤语学习节目）
- 速打粵語輸入法
- 网上热议南宁白话是否"濒危" 调查发现仍有生命力
- 旗幟鮮明地支持廣東人“撐粵語” （页面存档备份，存于） i-talk自由談 第520期
- 防務語言學院頒佈的粵語生存指南 （页面存档备份，存于）